# دکتر چون و طلسم گمشده
دکتر چون و طلسم گمشده (انگلیسی: Dr. Cheon and Lost Talisman; کره‌ای: 천박사 퇴마 연구소: 설경의 비밀) یک فیلم معمایی دلهره‌آور محصول سال ۲۰۲۳ کره جنوبی به کارکردانی کیم سونگ شیک و با بازی گانگ دونگ-وون، هو جون هو، ایسوم، لی دونگ-هوی و کیم جونگ سو است. این فیلم برپایه وب‌تونی در ناور وب‌تون به نویسندگی فرِش و تصویرگری کیم هونگ ته است. این فیلم داستان یک جن‌گیر دروغین را روایت می‌کند که نمی‌تواند روح‌ها را ببیند اما با بینش روح مانند خود به حل پروندها می‌پردازد. دکتر چون و طلسم گمشده در ۲۷ سپتامبر ۲۰۲۳ همزمان با تعطیلات چوسوک منتشر شد.

## بازیگران
- گانگ دونگ-وون در نقش دکتر چون[۸]
- هو جون هو در نقش بوم چون[۹]
- ایسوم در نقش یو کیونگ[۱۰]
- لی دونگ-هوی در نقش کانگ دو ریونگ / این‌به[۱۱]
- کیم جونگ سو در نقش رئیس هوانگ[۵]
- پارک سو یی در نقش یو مین[۱۲]
- آن دو هو[۱۳]
- یون بیونگ هی در نقش هوارانگ[۱۴]
- جو بو بی در نقش جوم باچی
- پارک کیونگ-هه در نقش سا وول